# Římskokatolická farnost Klimkovice
Římskokatolická farnost Klimkovice je farnost římskokatolické církve v děkanátu Bílovec ostravsko-opavské diecéze.
Farním kostelem je renesanční kostel svaté Kateřiny (s přistavěnou barokní hrobkou hrabat Wilczků) v blízkosti klimkovického zámku. V samotných Klimkovicích se dále nachází hřbitovní kostel Nejsvětější Trojice, v místní části Josefovice pak kaple.

## Historie
Kostel zasvěcený svaté Kateřině a fara v Klimkovicích existovaly zřejmě již od založení města, stejně jako město samotné jsou však doloženy poprvé až v 15. století, konkrétně k roku 1487, kdy je zde jmenován farář Jan. V 16. století se obyvatelé města přiklonili k luteránství a odolali i snaze vrchnosti, Bzenců z Markvartovic (1573–1600), uvést do nově postaveného (kolem roku 1580) renesančního kostela svaté Kateřiny katolického faráře. Roku 1607 uvedl nový pán Jan starší Vlček do Klimkovic opět luteránské kazatele. Po třicetileté válce byla farnost neobsazena, protože Vlčkové se ještě dlouho drželi evangelické víry a vzpírali se dosadit katolického kněze, takže Klimkovice musely být spravovány z Bravantic; fara byla obnovena až kolem roku 1670, kdy sem byl ustaven první pobělohorský farář Mikuláš František Roch.
K farnosti patří vedle vlastního města také blízké osady Lagnov, Hýlov, Josefovice, a Václavovice a část Fonovic, do roku 1783 také část Svinova, tzv. „Velká strana“ na pravém břehu Porubky. Od roku 1900 patří k farnosti též Janovice, do té doby patřící k farnosti Bravantice. Od farnosti se osamostatnila roku 1903 farnost Polanka nad Odrou včetně osad Janové a Přemyšova. Patronátní právo ke klimkovické faře měla klimkovická vrchnost, jíž byla od roku 1600/1612 hrabata Wilczkové (Vlčkové) z Dobré Zemice.
Farnost je součástí bíloveckého děkanátu od jeho založení roku 1670 a spolu s ním náležela do roku 1996 k (arci)diecézi olomoucké, od uvedeného roku pak k nově vytvořené diecézi ostravsko-opavské.
V roce 1859 bydlelo ve farnosti 4008 římských katolíků (vedle 8 židů). V roce 1930 žilo ve farnosti 3812 obyvatel, z čehož přibližně 3413 (90 %) se přihlásilo k římskokatolickému vyznání.
Ve farnosti v letech 1896–1938 fungovala v Klimkovicích klášterní škola (nejprve dívčí, od roku 1918 pomocná) řízená Českou kongregací sester dominikánek s mateřincem v Řepčíně.